# Stanisław Wańkowicz
Stanisław Wańkowicz (ur. 4 listopada 1885, zm. 24 czerwca 1943 w Zbydniowie) – ziemianin, działacz społeczny, senator II i III kadencji w II RP w latach 1928–1935, korporant Arkonii.

## Młodość
Stanisław Wańkowicz urodził się 4 listopada 1885 w guberni smoleńskiej w rodzinie ziemiańskiej herbu Lis. Był synem Stanisława seniora (oficera marynarki rosyjskiej, posła do Dumy Państwowej) i Heleny z Oskierków Wańkowiczowej. Stryj Melchiora Wańkowicza.
Ukończył Szkołę Realną w Smoleńsku. Studiował na Wydziale Chemicznym (1903–1905) i Wydziale Mechanicznym (1905–1906) Politechniki Ryskiej. W trakcie studiów został przyjęty do korporacji akademickiej Arkonia. Naukę kontynuował (1906–1912) i zakończył uzyskaniem dyplomu Wydziału Mechanicznego Hochschule Karlsruhe – Technik und Wirtschaft w Karlsruhe. 
Po studiach gospodarował w rodzinnym Rudakowie – wianie matki Heleny z Oskierków Wańkowiczowej. Był to niezwykle duży (około 12 000 dziesięcin, tj. 17 480 ha). W 1916 w Narowli poślubił Aleksandrę Horwatt, z którą miał trójkę dzieci: Karola, Andrzeja i córkę Teresę. 
Rewolucja październikowa w Rosji dla wielu rodzin ziemiańskich była końcem pewnej cywilizacji. Losu tego doświadczyła również rodzina Wańkowiczów. Stanisław Rostworowski, znajomy rodziny i późniejszy generał w liście z 22 marca 1920 napisał „…Dziś wieczorem spotkałem się z p. Wańkowiczem, który miał rok temu, czy dwa lata temu 30 tys. dziesięcin, kilka samochodów, statek na Prypeci dla wycieczek i polowań, 100 koni cugowych w stajni, a dziś jest nędzarzem i żyje z łaski znajomych, bo wojna mu zabrała i ziemie i samochody i konie…”.
Po utracie majątku Stanisław Wańkowicz przeniósł się wraz z rodziną do majątku żony do Gorzyczek (województwo wielkopolskie). Początkowe trudności, nie załamują Wańkowicza, który z determinacją angażuje się w działalność w majątku oraz pracę publiczną.

## Działalność publiczna
W latach 1918–1919 był członkiem poselstwa polskiego przy rządzie ukraińskim. Później wiceprezesem Towarzystwa Rolniczego i prezesem Związku Ziemian w Lidzie. Przyczynił się do powstania „Słowa” wileńskiego, w którym publikował artykuły gospodarcze i polemizował z założeniami reformy rolnej. Społecznie działał w ramach Rady Naczelnej Organizacji Ziemiańskich. W 1925 był członkiem władz Rady Opiekuńczej Kresów. W 1926 został Prezesem Wileńskiego Towarzystwa Wioślarskiego. W tym samym roku wstąpił w Wilnie do Organizacji Zachowawczej Pracy Państwowej i z nią w 1933 przystąpił do Zjednoczenia Zachowawczych Organizacji Politycznych, w których był wiceprezesem. W 1936 Stanisław Wańkowicz był wiceprezesem Rady Naczelnej Organizacji Ziemiańskich W latach 1928–1935 przez dwie kadencje był senatorem z ramienia BBWR. W 1928 roku wybrany w województwie wileńskim. Z zachowanych dokumentów wynika, że Stanisław Wańkowicz jako senator czynnie uczestniczył w pracach Senatu. Od 1937 wchodził w skład władz Stronnictwa Zachowawczego.

## Śmierć

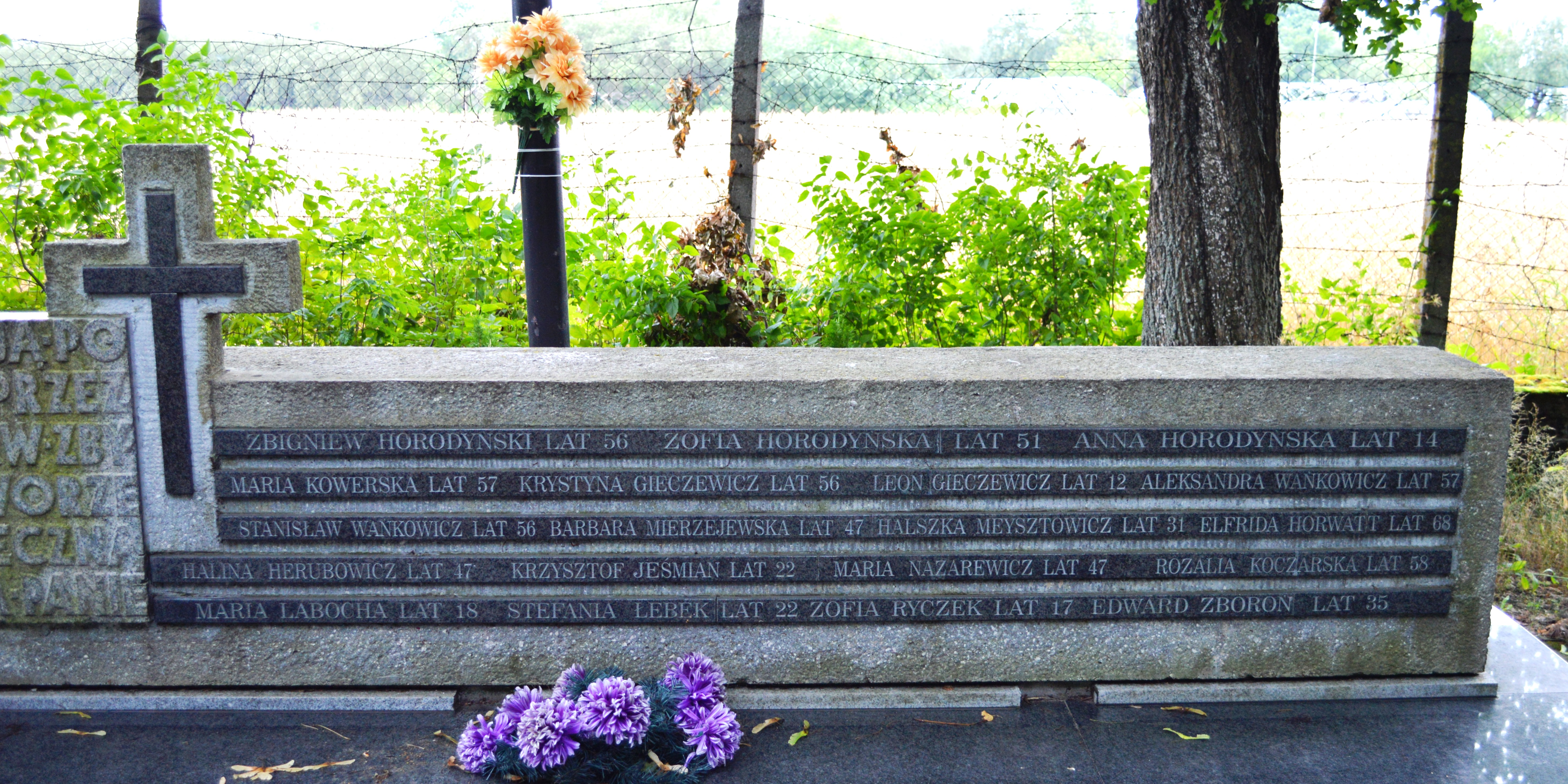
Zbiorowa mogiła pomordowanych- fragment pomnika

Zginął wraz z 19 osobami, członkami rodziny podczas ślubu córki Teresy z Iwo Mierzejewskim w wyniku ataku oddziału SS dowodzonego przez Ewalda Ehlersa w nocy z 24 na 25 czerwca 1943. Wraz z żoną Aleksandrą Horwatt pochowany został w Zbydniowie w zbiorowej mogile.